# 弧矢增二十二
弧矢增二十二（船尾座ζ，ζ Pup）是船尾座的一顆恆星。它的固有名稱是Naos（發音： /ˈneɪ.ɒs/，源自希臘的ναύς "ship"）和Suhail Hadar（阿拉伯文的 سهيل هدار，可能是「非常明亮的」）。

## 分類
它的光譜分類是O5Ibf，故而成为非常炽熱的恆星，而且是肉眼能夠看見的O型恆星之一。它曾被認為是距離地球超過400秒差距的船帆座複合體古姆星雲的一部分，但是2008年依巴谷的資料給出的距離只有335秒差距（1,093光年） ± 4%。它的表面溫度是42,000K，目前的質量約為40太陽質量，半徑是太陽半徑的14倍，但是這些數值有著高度的不確定性。較早的資料認為它的距離更遠，数值相對也更大，而且有些新計算的值也超過前述數值的兩倍。
弧矢增二十二是極端藍的超巨星，也是銀河系內最明亮的恆星之一。視覺上，它的能量是太陽的12,500倍以上，是一顆非常藍的恆星，大部分的輻射集中在紫外線，因此它的熱光度超過太陽的500,000倍。從地球上看到它的視星等在亮度上排名上是第62名。
弧矢增二十二，是典型的O型星，它有著值得注意的強烈恆星風，並且在過去十年獲得越來越多的關注。它的恆星風速度估計是2,500公里/秒，每年抛射掉的質量超過百萬分之一，或是在可以比較的時間週期內排放掉十萬分之一太陽質量。這種質量拋射的證據在非可見光的波長上，像是電波和X射線是非常明確的。

## 起源
長久以來，弧矢增二十二被認為是船帆座恆星形成區的一部分，距離地球大約1,400光年。然而，依巴谷在2008的視差觀測（見前文）將這顆恆星的距離修訂得更接近。新的距離與它的徑向速度使它在大約200萬年前與特朗普勒10OB星協結合在一起。但它似乎並不是在那兒誕生的，因為估計特朗普勒10星協的年齡超過3,000萬年，而弧矢增二十二的年齡還不到其十分之一。其它的理論包括弧矢增二十二是被古姆星雲中的超新星拋出的伴星。在弧矢增二十二的前方有電離的前緣（弓形激波），這在大質量的奔離星是很常見的，在赤道的轉速也異常的高達220公里/秒，以及在表面明顯的有著豐富的氦和氮。估計它的年齡是400萬年。

## 氦
在1896年，愛德華·皮克林觀察到弧矢增二十二有著神祕的光譜線，它與芮得柏公式的半整數倍符合，而不是整數倍。後來發現這是電離氦的譜線。

## 同名的物件
美國海軍有一艘巨爵級貨船以這顆恆星命名為USS Naos (AK-105)。 